# Uwe Schieferdecker
Uwe Schieferdecker (* 28. August 1959 in Leipzig) ist ein deutscher Autor und Stadtplaner.

## Leben
Uwe Schieferdecker ist Neffe des Dresdner Grafikers Jürgen Schieferdecker. Er studierte 1982 bis 1987 u. a. bei Eckhard Oelke Geographie an der Martin-Luther-Universität Halle-Wittenberg und der Lomonossow-Universität Moskau. 1987 bis 1991 absolvierte er ein Forschungsstudium an der halleschen Universität und der Nationalen Autonomen Universität von Mexiko. Im Ergebnis promovierte er 1992 bei Oelke über die „Planerische Einflußnahme auf die Stadtentwicklung in Mexiko“. Seit 1993 wirkt Schieferdecker in der behutsamen Stadterneuerung im sächsischen Freiberg, Johanngeorgenstadt, Strausberg, Velten, Müncheberg, Rüdersdorf bei Berlin und Seelow. In Strausberg setzte sich Schieferdecker in den 1990er Jahren gegen die spekulative Zerstörung historischer Bausubstanz und für eine einfühlsame Ergänzung der denkmalgeschützten Altstadt unter Bewahrung der regionalen Bautraditionen ein.
Als Autor von rund 35 Büchern widmet sich Schieferdecker schwerpunktmäßig architektonischen und geschichtlichen Themen in Dresden und Sachsen. Dazu gehören das Wirken des Stadtbaurats Hans Erlwein sowie die Alltagsgeschichte im 20. Jahrhundert.
Schieferdecker lebt in Dresden und Berlin.

## Veröffentlichungen
- Halle – Die Stadt. Das Salz. Die Menschen. Litfass, Halle 1992.
- Dresden – Ein verlorenes Stadtbild (mit Heike Liebsch). Wartberg Verlag, Gudensberg-Gleichen, 1993.
- Dresden – Bewegte Zeiten. Die 50er und 60er Jahre. Wartberg Verlag, Gudensberg-Gleichen 1996.
- Dresden – Ein Stadtbild im Wandel. (Mitautor und Fotograf: Christoph Münch) Wartberg Verlag, Gudensberg-Gleichen 1999.
- Das war das 20. Jahrhundert in Dresden. Wartberg-Verlag, Gudensberg-Gleichen 2000.
- Dresden aus der Luft – wie es einmal war. Wartberg-Verlag, Gudensberg-Gleichen 1999; 2. Auflage, 2001.
- Erinnerungen an das alte Potsdam wie es einmal war. Wartberg-Verlag, Gudensberg-Gleichen 2001.
- Hurra, wie leben noch! Dresden nach 1945. Wartberg-Verlag, Gudensberg-Gleichen 2001.
- Geschichte der Stadt Dresden. Wartberg-Verlag, Gudensberg-Gleichen 2003.
- Treffpunkt Hauptbahnhof unterm Strick – Geschichten aus dem alten Dresden. Herkules Verlag, Kassel 2005.
- Weißt Du noch? Dresden – Alltagsgeschichten aus der Nachkriegszeit. Herkules Verlag, Kassel 2006.
- Dresden – Geschichten und Anekdoten von der Prager Straße. Herkules Verlag, Kassel 2006.
- Geboren in den 30ern – Alltagsgeschichte aus Ostdeutschland. Herkules Verlag, Kassel 2007.
- Geboren in den 60ern – Alltagsgeschichten aus Ostdeutschland. Herkules Verlag, Kassel 2008.
- Dresden bei Nacht (Fotos von Frank Schulze und Sarah Wurm) Leipzig. Edition Leipzig, 2009.
- Dresden aus der Luft – damals & heute (mit historischen Fotos von Walter Hahn und aktuellen Aufnahmen von Peter Schubert). K4Verlag, 2010.
- Dresden: Er gab dem Stadtbild ein Gesicht – Hans Erlwein. Herkules Verlag, Kassel 2011.
- Sachsen – Das gibt´s nur bei uns! Herkules Verlag, Kassel 2012.
- Dresden – Luftaufnahmen gestern & heute (mit Peter Schubert). K4Verlag, Dresden 2013
- Weißt Du noch? Mitten aus dem Dresdner DDR-Alltag. Herkules Verlag, Kassel 2014.
- Dreimal Dresden und aus der Luft. Herkules Verlag, Kassel 2016.
- Wälle, Gräben, Mauern – Geschichte der Stadtbefestigung in Dresden. Klemm+Oelschläger, Ulm 2022.